# Anamixilla irregularis
Anamixilla irregularis är en svampdjursart som beskrevs av Burton 1930. Anamixilla irregularis ingår i släktet Anamixilla och familjen Jenkinidae.
Artens utbredningsområde är havet kring Indonesien. Inga underarter finns listade i Catalogue of Life.